# Championnat de Tunisie masculin de handball 2005-2006
Navigation
Saison précédente 2004-2005 Saison suivante 2006-2007
La saison 2005-2006 du championnat de Tunisie masculin de handball est la 51e édition de la compétition. Une nouvelle formule est adoptée pour le championnat. Toutes les équipes se rencontrent en aller et retour en une poule unique. Les deux derniers rétrogradent en nationale B, alors que les quatre premiers se qualifient pour un deuxième tour à élimination directe (aller, retour et éventuellement une belle). L'Étoile sportive du Sahel, toujours dirigée par Kamel Agab, remporte le championnat, alors que l'Espérance sportive de Tunis, sans Wissem Hmam, s'octroie la coupe de Tunisie ainsi que la coupe de la Ligue tunisienne de handball. Les deux clubs qui quittent l'élite sont le Stade nabeulien et l'Union sportive sayadie.

## Clubs participants
- Association sportive de handball de l'Ariana
- Association sportive d'Hammamet
- Club africain
- El Baath sportif de Béni Khiar
- El Makarem de Mahdia
- Espérance sportive de Tunis
- Étoile sportive du Sahel
- Sporting Club de Moknine
- Stade nabeulien
- Stade sportif midien
- Union sportive sayadie
- Union sportive témimienne

## Compétition
Le barème de points servant à établir le classement se décompose ainsi :
- Victoire : 3 points
- Match nul : 2 points
- Défaite : 1 point
- Forfait et match perdu par pénalité : 0 point

### Première phase
Les quatre premiers se qualifient pour le second tour et les deux derniers rétrogradent en division nationale B.

### Classement
|    | Équipe                                           | Pts | J  | G  | N | P  | Bp  | Bc  | Diff |
| -- | ------------------------------------------------ | --- | -- | -- | - | -- | --- | --- | ---- |
| 1  | Étoile sportive du Sahel                         | 64  | 22 | 21 | 0 | 1  | 637 | 472 | 165  |
| 2  | Espérance sportive de Tunis (T, C)               | 62  | 22 | 19 | 2 | 1  | 700 | 529 | 171  |
| 3  | Club africain                                    | 53  | 22 | 14 | 3 | 5  | 627 | 552 | 75   |
| 4  | Association sportive d'Hammamet                  | 50  | 22 | 13 | 2 | 7  | 609 | 570 | 39   |
| 5  | El Makarem de Mahdia                             | 43  | 22 | 10 | 1 | 11 | 542 | 563 | -21  |
| 6  | Union sportive témimienne                        | 40  | 22 | 8  | 2 | 12 | 632 | 642 | -10  |
| 7  | Sporting Club de Moknine                         | 39  | 22 | 8  | 1 | 13 | 587 | 625 | -38  |
| 8  | El Baath sportif de Béni Khiar (P)               | 39  | 22 | 8  | 1 | 13 | 615 | 659 | -44  |
| 9  | Association sportive de handball de l'Ariana (P) | 36  | 22 | 7  | 0 | 15 | 556 | 643 | -87  |
| 10 | Stade sportif midien                             | 35  | 22 | 6  | 1 | 15 | 558 | 670 | -112 |
| 11 | Union sportive sayadie                           | 35  | 22 | 6  | 1 | 15 | 551 | 624 | -73  |
| 12 | Stade nabeulien                                  | 32  | 22 | 5  | 0 | 17 | 584 | 649 | -65  |

|  | Qualifié pour le play-off                                                                    |
|  | Relégué en division nationale B                                                              |
|  | (T) Tenant du titre (C) Vainqueur de la coupe de Tunisie (P) Club promu de deuxième division |

### Play-off
|  | Demi-finales      | Demi-finales  | Demi-finales | Demi-finales | Demi-finales |    |          | Finale                 | Finale | Finale | Finale | Finale |
|  |                   |               |              |              |              |    |          |                        |        |        |        |        |
|  |                   |               |              |              |              |    |          |                        |        |        |        |        |
|  | (1) ES Sahel      | 2             | 34           | 29           |              |    |          |                        |        |        |        |        |
|  | (4) AS Hammamet   | 0             | 25           | 24           |              |    |          |                        |        |        |        |        |
|  |                   |               |              |              |              |    |          |                        |        |        |        |        |
|  |                   |               |              |              |              |    | ES Sahel | 2                      | 28     | 24     | 28     |        |
|  |                   | Club africain | 1            | 24           | 31           | 23 |          |                        |        |        |        |        |
|  |                   |               |              |              |              |    |          |                        |        |        |        |        |
|  |                   |               |              |              |              |    |          | Match pour la 3e place |        |        |        |        |
|  |                   |               |              |              |              |    |          |                        |        |        |        |        |
|  | (2) ES Tunis      | 1             | 25           | 22           | 24           |    | ES Tunis | 1                      | 26     | 24     | 25     |        |
|  | (3) Club africain | 2             | 22           | 25           | 25           |    |          | AS Hammamet            | 2      | 27     | 23     | 32     |

|  | Suivi de la série. |

|  | Score de l'équipe recevante. |

|  | Score de l'équipe en déplacement. |

### Division nationale B
La compétition se déroule en une poule unique en aller et retour. Les deux clubs relégués de la division nationale A, lors de l'exercice précédent, l'Aigle sportif de Téboulba et la Jeunesse sportive kairouanaise, réussissent à revenir rapidement parmi l'élite, alors qu'en bas du tableau deux clubs qui ont longtemps fait partie de l'élite, la Zitouna Sports et le Stade tunisien, descendent en division d'honneur.
- 1er : Aigle sportif de Téboulba, 58 points
- 2e : Jeunesse sportive kairouanaise, 57 points
- 3e : Espoir sportif de Hammam Sousse, 55 points
- 4e : Club sportif de Sakiet Ezzit, 55 points
- 5e : Jendouba Sports, 46 points
- 6e : Handball Club de Djerba, 42 points
- 7e : Union sportive de Gremda, 41 points
- 8e : Sporting Club de Ben Arous, 37 points
- 9e : Olympique de Médenine, 36 points
- 10e : Club sportif de Hiboun, 34 points[2]
- 11e : Zitouna Sports, 34 points
- 12e : Stade tunisien, 25 points

### Division d'honneur
Pour cette division également, les deux relégués de l'exercice précédent, la Jeunesse sportive de Chihia et le Wided athlétique de Montfleury, retrouvent leur place en division nationale B.

## Champion
- Étoile sportive du Sahel
  - Responsable de la section : Ridha Attia
  - Entraîneur :  Kamel Akkeb
  - Effectif : Marouène Maggaiez, Iteb Bouali et Mohamed Tajouri (GB), Yousri Ghali, Sobhi Saïed, Dhaker Sboui, Souheil Klai, Yamen Hassine, Amen Gafsi, Walid Horri, Yousri Jouablia, Amine Ayed, Marouène Ben Amor, Alexander Sacha Kashirin, Selim Hedoui, Houssem Bedoui, Jed Fathallah, Amine Letaief, Moez Ben Amor, Khaled Alouini